# Sint-Antonius Abtkerk (Moerbeke)
De Sint-Antonius Abtkerk is de parochiekerk van de Oost-Vlaamse plaats Moerbeke, gelegen aan de Bevrijdersstraat.

## Geschiedenis
Van de voorgeschiedenis van kerk en parochie is weinig bekend. De oudste delen van het huidige gebouw stammen uit de 14e en begin 15e eeuw. Waarschijnlijk bestond er een kruiskerk waarvan de vieringtoren bewaard is gebleven. Het jaartal 1690 geeft aan dat er aanzienlijke herstelwerkzaamheden hebben plaatsgevonden. De sacristie is van 1764.

## Gebouw
Het betreft een driebeukige bakstenen hallenkerk in gotische stijl met een lage achtkante middentoren die op zware pilaren rust. Het middenschip is hoger dan de zijbeuken. De zuidelijke zijbeuk vertoont speklagen.

## Interieur
De kerk bezit enkele 17e-eeuwse schilderijen, zoals een Golgotha naar Antoon van Dijck, De HH. Sebastiaan en Antonius abt bidden God om verlossing van de pest, naar Peter Paul Rubens, en Bewening. Daarnaast zijn er twee gepolychromeerde 18e-eeuwse beelden, van Sint-Catharina en van de heilige Rafaël met Tobias.
Twee barokke portiekaltaren in de zijkoren zijn van de eerste helft van de 17e eeuw. Het hoofdaltaar is neogotisch (1891). De kerkmeestersbank is van 1738 en twee banken voor de broederschappen zijn van 1738 respectievelijk 1763. De preekstoel in barokstijl is van 1636. Twee biechtstoelen zijn 18e-eeuws. Het stenen doopvont, in gotische stijl, is 14e-eeuws. Het Vereecken-orgel is van 1869-1870.